# Роджерс, Жале Рефик
Жале Рефик Роджерс (род. 4 февраля 1977) — северокипрский молекулярный биолог и политик. В 2018 году была избрана членом Ассамблеи ТРСК.

## Биография
Родилась в 1977 году. Среднее образование получила в Тюрк Маариф Колежи. Затем, получив стипендию Фулбрайта, училась в университете Мэна. В 1998 году окончила его magna cum laude со степенью бакалавра, специализировалась в области биохимии и химии. Затем работала в Гарвардской медицинской школе. В 2006 году получила степень доктора философии в области молекулярной биологии в Корнеллском университете.

### Профессиональная карьера
В 2006-07 годах работала в госпитале специальной хирургии в Нью-Йорке. В 2007 году вернулась на Кипр, стала одной из создательниц и преподавателей факультета Фармацевтики в Ближневосточном университете Никосии. В 2010 году создала и возглавила лабораторию молекулярной генетики при госпитале Бурхана Налбантоглу.

### Политическая карьера
Принимала участие в создании Народной партии. Вошла в состав временного ЦИК партии, после первого партийного конгресса была избрана в состав первого ЦИК. Критиковала качество услуг, оказываемых государственной системой здравоохранения, а также предложила систему её реформирования. Во время парламентских выборов 2018 года баллотировалась от народной партии, была 4-й в списке. После объявления результатов стала членом Ассамблеи.